# 8e cérémonie des Tony Awards
La 8e cérémonie des Tony Awards, présentée par l'American Theatre Wing, a eu lieu le 28 mars 1954 au Plaza Hotel, à New York. Il a été diffusé à la radio par le NBC Radio Network. 

## Cérémonie
Le maître de cérémonie était James Sauter et la présentatrice était Helen Hayes. Les interprètes étaient Frances Greer, Lucy Monroe, Russell Nype, Joseph Scandur et Jean Swetland. La musique était de Meyer Davis et son orchestre.

### Production
| Récompense   | Gagnant(e) |
| ------------ | --- |
| Best Play    | The Teahouse of the August Moon de John Patrick. Produit par Maurice Evans et George Schaefer.                                                                               |
| Best Musical | Kismet. Livret de Charles Lederer et Luther Davis, musique de Alexander Borodin, adapté et avec les paroles de Robert Wright et George Forrest. Produit par Charles Lederer. |

### Performance
| Récompense                         | Gagnant(e)                                      |
| ---------------------------------- | ----------------------------------------------- |
| Best Actor in Play                 | David Wayne, The Teahouse of the August Moon    |
| Best Actress in a Play             | Audrey Hepburn, Ondine                          |
| Best Actor in a Musical            | Alfred Drake, Kismet                            |
| Best Actress in a Musical          | Dolores Gray, Carnival in Flanders              |
| Best Featured Actor in a Play      | John Kerr, Tea and Sympathy                     |
| Best Featured Actress in a Play    | Jo Van Fleet, The Trip to Bountiful             |
| Best Featured Actor in a Musical   | Harry Belafonte, John Murray Anderson's Almanac |
| Best Featured Actress in a Musical | Gwen Verdon, Can-Can                            |

### Artisans
| Récompense                          | Gagnant(e)                                                              |
| ----------------------------------- | ----------------------------------------------------------------------- |
| Director-Play                       | Alfred Lunt, Ondine                                                     |
| Choreographer                       | Michael Kidd, Can-Can                                                   |
| Scenic Designer                     | Peter Larkin, Ondine et The Teahouse of the August Moon                 |
| Costume Designer                    | Richard Whorf, Ondine                                                   |
| Best Conductor and Musical Director | Louis Adrian, Kismet                                                    |
| Best Stage Technician               | John Davis, Picnic, pour son travail constant d'électricien de théâtre. |